# 통영시의회
통영시의회는 경상남도 통영시 지역을 관할하는 기초의회이다.